# Oído absoluto
El oído absoluto se refiere a la habilidad de identificar una nota por su nombre sin la ayuda de una nota referencial ni de producir exactamente una nota solicitada («cantando») sin ninguna referencia. Esta capacidad está relacionada con la memoria auditiva (la capacidad de recordar ciertos sonidos).

## Definición
El oído absoluto es la habilidad de nombrar y reconocer estímulos auditivos aislados sobre la base de la nota misma sin ninguna referencia externa. Quienes poseen oído absoluto demuestran su habilidad en varios niveles. Generalmente, el oído absoluto implica algunas (o todas) las siguientes habilidades:
- Identificar y nombrar las notas tocadas en varios instrumentos.
- Nombrar la tonalidad de una determinada pieza musical.
- Cantar o entonar una determinada nota sin ninguna referencia externa.
- Nombrar las notas de ocurrencias domésticas diarias tales como bocinas de coches.
- Reproducir a la perfección una canción jamás tocada por ese individuo en un instrumento musical sin necesidad de leerla en una partitura y/o memorizándola tan sólo una vez.

Las personas pueden poseer oído absoluto y oído relativo en varios niveles. Tanto el oído absoluto como el oído relativo trabajan juntos en la audición y la práctica musical, si bien las personas suelen mostrar su preferencias por estrategias en el uso de cada habilidad.

## Proporción
Normalmente se acepta que hay una persona con oído absoluto por cada 10 000.
Entre las personas con trastorno del espectro autista y los savants, la incidencia del oído absoluto se encuentra en 1/20 o más. El oído absoluto también es común entre quienes padecen el síndrome de Williams.

## Tipos de oído absoluto
En su artículo acerca del oído absoluto en el New Grove Dictionary of Music and Musicians, el musicólogo Richard Parncutt y el psicólogo cognitivo Daniel Levitin presentaron dos tipos de oído absoluto: el pasivo y el activo.

### Oído absoluto pasivo
Las personas con oído absoluto pasivo son capaces de identificar las notas individuales que escuchan, y pueden identificar la tonalidad de una composición (asumiendo que posean un cierto nivel de conocimiento musical).[cita requerida]

### Oído absoluto activo
Las personas con oído absoluto activo son capaces de cantar cualquier nota solicitada, sin ninguna nota referencial. El número de poseedores de oído absoluto activo en Estados Unidos está en la proporción de 1/10 000.
No todas las personas con oído absoluto activo se dedican a la música. Sin embargo, la preparación musical es necesaria para el completo desarrollo del potencial auditivo de una persona con oído absoluto.[cita requerida]

### Oído absoluto muy fino
Las personas con oído absoluto muy fino no sólo son capaces de reconocer una nota por su nombre, sino que pueden reconocer cuando la nota está ligeramente más aguda («sobreaguda») o ligeramente más baja (calada o calante) con respecto al sistema de afinación común (basado en el la4 = 440 Hz). Esta habilidad es extremadamente rara.
Algunos músicos con oído absoluto muy fino pueden reconocer si una obra está desafinada con respecto a la afinación común a una distancia de pocos savarts. Un savart es la unidad de afinación, o sea la cantidad de desafinación que puede percibir un oído relativo entrenado, equivale a 4 cents. Un cent es la centésima parte de un semitono.[cita requerida]

## Estudios científicos

### El oído absoluto como una diferencia en la cognición, no sensación elemental
El oído absoluto no está limitado al campo de la música, o incluso a los seres humanos. Los pájaros cantores y los lobos también exhiben esa habilidad. De hecho, los estudios indican que el oído absoluto es una habilidad más lingüística que musical. El oído absoluto es un acto de cognición, que requiere memoria de la frecuencia, un nombre para ésta (por ejemplo si bemol) y la orientación al rango común de lo que se considera una nota. (La frecuencia exacta de una nota según los modernos sistemas de afinación puede variar.) Puede ser directamente análogo a reconocer colores, fonemas (sonidos del habla) u otras categorías de percepción de estímulos sonoros. Y mientras más gente está preparada para reconocer y nombrar el color azul por su frecuencia, es posible que sólo quienes han tenido una temprana (aproximadamente entre los 3 a 6 años) y deliberada orientación de los nombres de las notas musicales —usualmente quienes se dedican a la música— podrán identificar un do central. El oído absoluto, sin embargo, podría ser genético, posiblemente de un gen dominante autosómico, considerando que «podría ser nada más que una capacidad humana general cuya expresión está fuertemente predispuesta por el nivel y el tipo de exposición que las personas experimentan en una cultura dada».

### Oído absoluto y lingüística
El oído absoluto es más común entre los hablantes de «lenguas tonales» tales como muchos de los dialectos del chino o el vietnamita, que dependen poderosamente de la altura para el significado del léxico. La «sordera tonal»  es inusual entre los hablantes nativos de estas lenguas. Se ha reportado entre los hablantes de las lenguas sino-tibetanas el hablar de palabras en una nota absoluta (con diferencias de cuartos de tono en diferentes días); desde entonces se ha sugerido que el oído absoluto puede ser adquirido por los niños cuando aprenden a hablar en un lenguaje tonal (y posiblemente también por los niños cuando aprenden a hablar en un lenguaje de acentos tónicos). Sin embargo, el cerebro de los hablantes de lenguas tonales no procesa naturalmente el sonido musical como lenguaje; quizás tales personas podrían adquirir con más facilidad el oído absoluto de las notas musicales por una posterior preparación musical.
Es posible que las lenguas de niveles tonales que se encuentran en África —como el yoruba (con tres niveles de alturas) y el mambila (con cuatro niveles de alturas)— puedan ser más adecuados para estudiar el rol del oído absoluto en el habla que en las lenguas de «contorno» tonal de Extremo Oriente. Es más, se han encontrado hablantes de lenguas europeas que hacen uso de una memoria de alturas absolutas, se cree subconscientes, al hablar.

### Oído absoluto y percepción
Si bien el oído absoluto está predicado sobre la habilidad de percibir e identificar el chroma o «color tonal», donde el «color tonal» es una interpretación psicológica de la frecuencia vibratoria fundamental, el oído absoluto no es una habilidad realzada para percibir y discriminar finas gradaciones de frecuencias sonoras, sino que más bien es la habilidad de categorizar mentalmente sonidos en áreas «tonales» predefinidas. La sensación de un oyente poseedor de oído absoluto al oír no es más profunda que la de aquel (un oyente «normal») que no lo posee; además, las tareas de identificación (reconocer y nombrar una nota) y discriminación (detectar cambios o diferencias en el índice de vibraciones) están dotadas de diferentes mecanismos cerebrales.

### Nato / Adquirido
Muchas personas creen que la habilidad musical en sí es un talento nato. Algunos científicos creen actualmente que el oído absoluto podría tener una base genética subyacente y están tratando de localizar correlaciones genéticas; otros creen que la adquisición del oído absoluto requiere una preparación temprana durante un periodo crítico del desarrollo, sin importar si existiese o no una predisposición genética para él.
La «teoría del desaprendizaje» propuesta por primera vez por Otto Abraham, ha sido recientemente recuperada por los psicólogos del desarrollo que arguyen que todas las personas poseen oído absoluto (como un modo de procesamiento perceptivo) en su niñez, pero que un cambio en los estilos de procesamiento cognitivo (desde un procesamiento local y absoluto a un procesamiento global y relacional) provoca que muchas personas lo desaprendan; o, al menos, causa que los niños con preparación musical descarten el oído absoluto como una forma de aprender los intervalos musicales. Adicionalmente, toda persona nacida con oído absoluto puede perderlo simplemente por carencia de refuerzo o carencia de las claras ventajas en la mayoría de las actividades en las que el niño está involucrado. Una resolución no equívoca sobre el debate en curso requiriría experimentos controlados, que son tanto impracticables como no éticos.
Los investigadores han estado intentado enseñar la habilidad del oído absoluto durante más de un siglo, y se han ofrecido varios cursos comerciales de entrenamiento del oído absoluto desde los primeros años del siglo XX.
Se ha demostrado que es posible aprender el nombrar las notas en cualquier edad, si bien algunos consideran que esta habilidad no es el verdadero oído absoluto. Ningún método de entrenamiento para adultos aún ha demostrado producir habilidades comparables al oído absoluto que ocurre de manera natural.
Sin embargo, para los niños entre 2 y 4 años, recientes observaciones han mostrado un cierto método de educación musical que aparentemente es exitoso en el entrenamiento del oído absoluto, pero también se ha demostrado que el mismo método falla con estudiantes de 5 años o más, lo que sugiere que sucede un cambio en el desarrollo de la percepción que favorece el aprendizaje del oído relativo sobre el absoluto y así apoya la teoría del «periodo crítico» para el aprendizaje del oído absoluto.
El oído absoluto se suele confundir con el talento musical, pero se ha demostrado que no guarda relación directa con las aptitudes musicales.

### Problemas potenciales del oído absoluto
Las personas que tienen oído absoluto pueden irritarse cuando una pieza es transportada a una tonalidad diferente (o tocada en una afinación no estándar). Dichas personas pueden pasar por un periodo de desarrollo del oído relativo más difícil al seguir la currícula promedio (de entrenamiento auditivo), y el aprendizaje de tareas tales como la transposición puede entorpecerse por el intento de usar su conocimiento del oído absoluto para una tarea en la que es mejor usar el oído relativo. Debido a que la comprensión de las notas musicales es categórica antes que espectral, a los poseedores de oído absoluto con poco entrenamiento les puede resultar muy difícil el tocar con una orquesta o conjunto que no esté afinada al sistema de afinación estándar la4 = 440 Hz (442 Hz en algunos países). Estos problemas pueden ser superados por un entrenamiento muy cuidadoso diseñado para asegurar que las facultades del oído relativo también sean desarrolladas. Es bien sabido que con la estimulación adecuada se pueden desarrollar ambos, tanto el absoluto (por frecuencias) como el relativo (por contexto).

## Valor del oído absoluto
Los músicos discrepan acerca del valor y la relevancia del oído absoluto en la experiencia musical.
Algunos músicos prominentes han indicado que el oído absoluto podría y debería adquirirse. El compositor y teórico musical Paul Hindemith escribió que su experiencia «[había] probado repetidamente que el oído absoluto puede ser adquirido y desarrollado», agregando además que «si no, la pregunta podría ser planteada así: si es que hay un don musical sobre todo en una mente que no puede aprender a recordar y comparar alturas». Zoltán Kodály dijo que «desarrollar el oído es el asunto más importante de todos. El mito del oído absoluto; no es natural sino una cuestión de práctica, al igual que el poder medir a simple vista».
Otros músicos prominentes han indicado que el oído absoluto no puede y no debería ser adquirido. Por ejemplo, el compositor y el educador musical Ron Gorow ha dicho que «Si tienes oído absoluto, Dios te bendiga. Si no, no te preocupes por eso. Adquiere un diapasón de 4 dólares y ¡comienza a trabajar! No pierdas tu dinero en métodos que te prometen poder identificar una nota. No hay rentabilidad en tenerlo a menos que desees lucirte en las reuniones».
Los directores de orquesta pueden beneficiarse de esa capacidad. El oído relativo (de «relación») es el que permite percibir si alguna frecuencia dentro de una obra está desafinada, o sea, está en desacuerdo en «relación» con todas las demás frecuencias de la obra.

### Oído relativo
Algunos músicos pueden identificar varias notas tocadas simultáneamente, e incluso identificar complejos acordes. Esta habilidad se confunde a veces con el oído absoluto, aunque no es lo mismo.
Muchos músicos (de diversos géneros, clásicos y de jazz, por ejemplo) tienen un muy buen oído relativo, es una destreza que ciertamente puede aprenderse. Con la práctica, es posible escuchar una nota conocida (con un silbato de afinación o un diapasón) y logra una identificación estable y fiable comparando las notas oídas con el sonido de la nota (tónica) almacenado en la memoria. A diferencia del oído absoluto, esta destreza depende de la percepción reciente de un centro tonal.[cita requerida]
Algunos guitarristas dicen desarrollar el oído absoluto con respecto a la afinación normal de la guitarra. De tanto escuchar las alturas emitidas por las cuerdas «al aire», pueden recordarlas con mayor o menor exactitud.[cita requerida]

### Doppler y el oído absoluto
Existe una historia real con respecto al uso fantasioso del oído absoluto. El físico y matemático austriaco Christian Andreas Doppler quería demostrar la exactitud de sus cálculos con respecto al efecto Doppler (la variación de la frecuencia cuando el objeto emisor se mueve con respecto al observador, como sucede por ejemplo con la sirena de una ambulancia, que se oye más aguda cuando se acerca y repentinamente más grave desde el momento en que se aleja).[cita requerida]
Para ello, Doppler pidió la ayuda de trompetistas con muy buenos oídos relativos (no «oídos absolutos»). Doppler se ubicó en un punto del campo donde un tren pasaría a una velocidad uniforme. Le pidió al maquinista que condujera a una velocidad determinada (70 km/h) y los dos trompetistas (uno sobre el tren que pasaba y otro junto a Doppler, en el campo) debían tocar un la. Cuando el tren pasó, inmediatamente ambos músicos registraron la diferencia de altura entre la trompeta en movimiento y la trompeta en reposo (cada uno escuchaba su propia trompeta como la correcta y la otra, desafinada). Después de la prueba Doppler comprobó que los resultados coincidían exactamente con su cálculo.[cita requerida]
En realidad, esos músicos poseían buenos oídos relativos. En ese caso, el oído absoluto puro sólo habría servido para determinar que las frecuencias emitidas por las trompetas en movimiento no coincidían con la frecuencia adjudicada por convención a la nota musical la4, que a mediados del siglo XIX oscilaba según la ciudad entre 423, 435 y 451 Hz, por lo que en esa época no podía existir el oído «absoluto», ya que lo que era un la para un músico de una ciudad podría resultar un la bemol o un la sostenido para un músico de otra ciudad.
Aunque en realidad el oído absoluto debe considerarse en referencia al sonido referencial aprendido, ya que un cambio continuado de afinación puede llevar a reorganizar la altura de las notas para una persona con oído absoluto, lo mismo que la afinación de un instrumento tiene que ver con la referencia preestablecida en la que trabaja (ver transposición).[cita requerida]

## Casos notables
Debido a la incertidumbre en el registro histórico, a menudo es imposible determinar si los compositores y músicos notables del pasado tenían un oído absoluto. Dado que el oído absoluto es raro en la cultura musical europea, afirmar que músicos en particular lo poseyeron es difícil de evaluar. Entre los compositores del barroco y el clasicismo, la evidencia está disponible solo para Mozart, de quien se documenta haber demostrado la habilidad a los 7 años. Los expertos solo han conjeturado que Beethoven lo tenía, como se desprende de algunos extractos de sus cartas. En el siglo XIX, se hizo más común que se registrara la presencia de tono absoluto, identificando la capacidad de estar presente en músicos como Camille Saint-Saëns y John Philip Sousa.
Músicos recientes notables con oído absoluto incluyen a Charlie Puth (dudoso), Kofi Burbridge, Charly García, Eddy Chen de TwoSet Violin, Lea Salonga, Whitney Houston, Mariah Carey, Michael Jackson, Ella Fitzgerald, Aretha Franklin, y Jennifer Hudson.